# Вокзал-Городня
Вокзал-Городня — село в Україні, у Городнянській міській громаді Чернігівського району Чернігівської області. Населення становить 636 осіб на 2023 рік. До 2020 орган місцевого самоврядування — Городнянська міська рада.

## Історія
Село виникло не пізніше середини ХІХ століття як хутір Тарасовичі. Сучасна назва затверджена після 1925 року.
12 червня 2020 року, відповідно до розпорядження Кабінету Міністрів України № 730-р від «Про визначення адміністративних центрів та затвердження територій територіальних громад Чернігівської області», село увійшло до складу Городнянської міської громади.
19 липня 2020 року, в результаті адміністративно-територіальної реформи та ліквідації Городнянського району, село увійшло до складу Чернігівського району.

## Населення

### Мова
Розподіл населення за рідною мовою за даними перепису 2001 року:
| Мова       | Кількість | Відсоток |
| ---------- | --------- | -------- |
| українська | 619       | 82.64%   |
| російська  | 127       | 16.96%   |
| білоруська | 3         | 0.40%    |
| Усього     | 749       | 100%     |